# Caeruleuptychia cyanites
Caeruleuptychia cyanites är en fjärilsart som beskrevs av Butler 1871. Caeruleuptychia cyanites ingår i släktet Caeruleuptychia och familjen praktfjärilar. Inga underarter finns listade i Catalogue of Life.